# Besteiros (Amares)
Besteiros is een plaats (freguesia) in de Portugese gemeente Amares en telt 615 inwoners (2001).

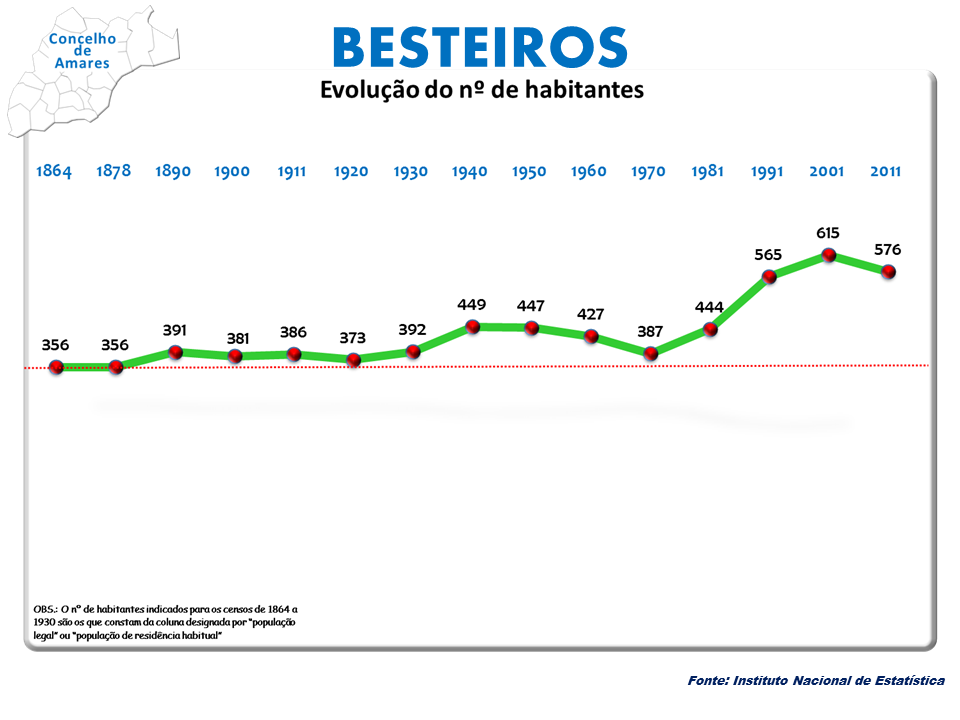
Bevolkingsontwikkeling tussen 1864 en 2011